# Antidesma edule
Antidesma edule är en emblikaväxtart som beskrevs av Elmer Drew Merrill. Antidesma edule ingår i släktet Antidesma och familjen emblikaväxter.
Artens utbredningsområde är Filippinerna.

## Underarter
Arten delas in i följande underarter:
- A. e. apoense
- A. e. edule